# Oulad Dlim
Ouled Dlim (en àrab أولاد دليم, Ūlād Dlīm; en amazic ⵡⵍⴰⴷ ⴷⵍⵉⵎ) és una comuna rural de la prefectura de Marràqueix, a la regió de Marràqueix-Safi, al Marroc. Segons el cens de 2014 tenia una població total de 14.716 persones.